# St. Leonhard (Heretshausen)

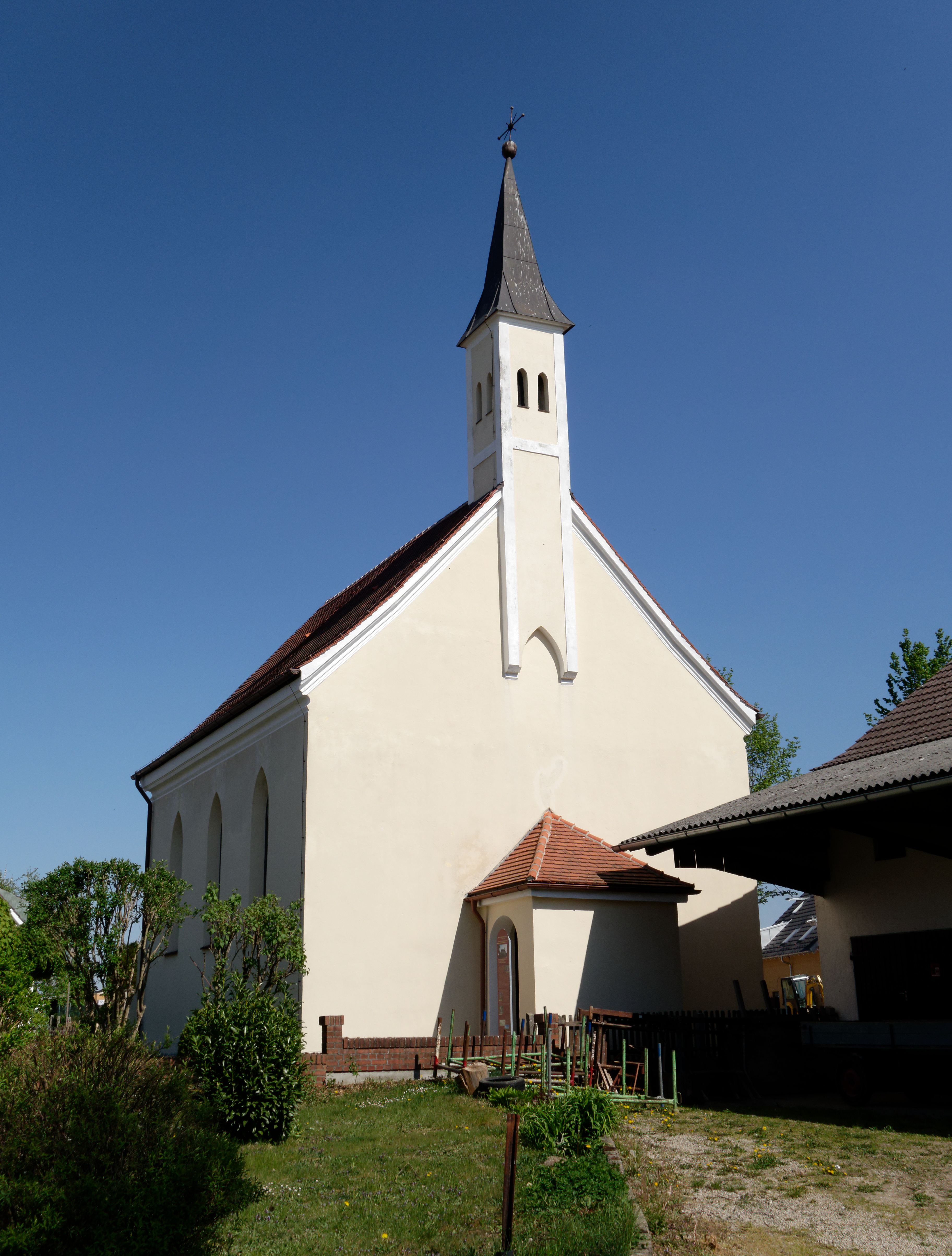
St. Leonhard in Heretshausen

Die katholische Filialkirche St. Leonhard ist ein Baudenkmal in Heretshausen bei Adelzhausen.

## Geschichte
Die Wallfahrtskirche wurde bereits 1493 im Salbuch des Klosters Indersdorf erwähnt. Der Chor stammt aus dem Ende des 15. Jahrhunderts. Das Langhaus wurde vermutlich um 1700 errichtet und in der zweiten Hälfte des 19. Jahrhunderts verändert.

## Baubeschreibung
St. Leonhard ist ein flachgedeckter Saalbau mit eingezogenem, dreiseitig geschlossenem, netzrippengewölbtem Chor. Der Dachreiter ist mit einem Spitzhelm versehen.

## Ausstattung
Die Ausstattung ist neugotisch, um das Jahr 1880. Die Figuren im Hochaltar um 1500 stellen die Heiligen Barbara, Leonhard und Martin dar. Ein Relief des heiligen Leonhard als Patron der Gefangenen, etwa aus der gleichen Zeit, ist im Antependium zu sehen.